# 말라가 CF

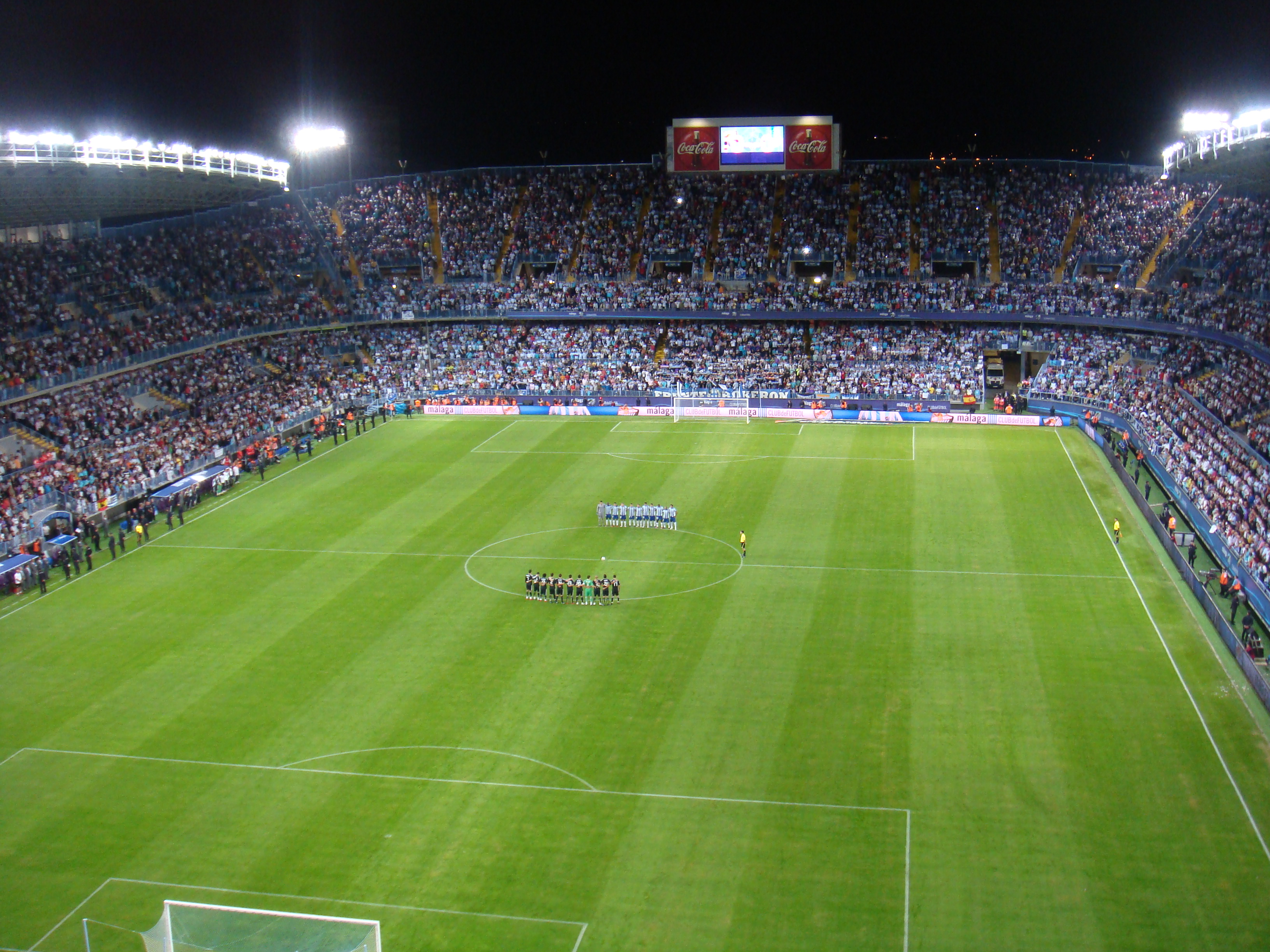

말라가 클루브 데 푸트볼(Málaga Club de Fútbol)은 안달루시아 지방의 말라가를 연고로 하는 스페인의 축구 클럽이다.

## 역사
이 클럽은 원래 CD 말라가의 리저브 팀으로, 이전에는 동일한 도시를 연고로 하는 같은 축구 클럽이었다. 말라가는 1999년, 프리메라리가로 승격한 후, 2002년에 열린 인터토토컵에서 우승, 다음 시즌에는 예선을 거쳐 UEFA컵 8강에 오르는 쾌거를 이루기도 했다.
하지만 2006년 프리메라리가에서 강등되고 말았는데, 같은 해에 과거 레알 마드리드 CF의 의장이었던 로렌조 산스가 팀자본의 97%를 사들였고, 자신의 아들이자, 구단주로 임명하기 전 팀의 주장이었던 페르난도 산스를 말라가 CF의 구단주로 임명했다.
그 후 2007-08시즌 세군다 디비시온 2위로 다시 승격한 후 2008-09시즌 8위를 기록하며 중위권에 안착하는 모습을 보이는 듯 했으나 2009-10시즌에 강등권 경쟁 끝에 17위로 간신히 잔류에 성공하였다.
이후 2010년 6월, 카타르의 재벌 압둘라 빈 나세르 알타니가 클럽을 인수하여 전폭적인 투자를 하며 스타 선수들을 많이 영입하였다. 말라가는 코스타 델 솔로 대표되는 지중해 연안의 손꼽히는 관광지역임에 따라 많은 외국인들, 특히 이 곳에 사는 영국인들이 이 클럽을 응원하고 있다.
하지만 많은 투자에도 불구하고 10-11시즌에는 30여라운드까지 최하위를 유지하며 강등 위기에 있었지만 줄리우 바프티스타의 활약에 힘입어 중위권으로 수직 상승, 38라운드만 남기고 잔류를 확정지었으며, 그 해 시즌은 11위로 마무리하였다.
11-12시즌에는 말락티코 정책으로 리그 4위를 기록하여 다음 시즌 챔피언스리그 플레이오프전에 진출하였고, 조 1위로 16강에 안착하였다.
그러나 재정 상황이 안좋아지며 선수들의 임금 체불이 잦아져, 2012년 말에 UEFA에 의해 2013-14시즌부터 4년간 유럽 대회 출전권을 박탈당했다.
2020년 8월 24일, 심각한 재정난을 겪고 있던 말라가는 스페인의 코로나19 범유행으로 인해 구단의 재정 상황이 더욱 악화되면서 경영진은 구단의 재정 문제를 해결하기 위한 구조조정의 일환으로 1군 선수단 전원에게 계약 해지 절차를 시작한다고 발표했다.

## 선수

### 현재 선수 명단
참고: FIFA 자격 규정에 따라 소속된 국가대표팀 국기를 표시합니다. 선수는 복수의 FIFA 비회원국 국적을 가지고 있을 수 있습니다.
| 번호 | 포지션 | 국적       | 이름                                       |
| ---- | ------ | ---------- | ------------------------------------------ |
| 1    | GK     |            | 로베르토 히메네즈 가고                     |
| 2    | DF     |            | 이그나시 미켈                              |
| 3    | DF     |            | 디에고 곤잘레스 폴란코                     |
| 4    | DF     |            | 루이스 에르난데스                          |
| 5    | MF     |            | 에스테반 롤론                              |
| 6    | MF     | 세르비아   | 즈드라브코 쿠즈마노비치 (FC 바젤에서 임대) |
| 7    | MF     |            | 마누엘 이투라                              |
| 8    | MF     |            | 아드리안                                   |
| 9    | FW     |            | 보르하 곤잘레스 (스완지 시티에서 임대)     |
| 10   | MF     | 베네수엘라 | 후안피                                     |
| 11   | MF     | 우루과이   | 초리 카스트로                              |
| 12   | FW     | 나이지리아 | 브라운 이데예 (톈진 테다에서 임대)         |
| 13   | GK     |            | 안드레스 프리에토                          |

| 번호 | 포지션 | 국적         | 이름                                    |
| ---- | ------ | ------------ | --------------------------------------- |
| 14   | MF     |              | 레시오                                  |
| 15   | DF     | 우루과이     | 페데리코 리카                           |
| 16   | FW     | 베네수엘라   | 페냐란다                                |
| 17   | FW     | 나이지리아   | 아이작 석세스 (왓퍼드에서 임대)         |
| 18   | DF     | 베네수엘라   | 로베르토 로살레스                       |
| 19   | DF     | 코트디부아르 | 아르튀르 보카                           |
| 20   | FW     | 크로아티아   | 두헤 콥 (GNK 디나모 자그레브에서 임대)  |
| 21   | DF     | 벨라루스     | 이고르 필리펜코                         |
| 22   | MF     | 모로코       | 아드나네 티하두이니                     |
| 23   | DF     |              | 미겔 토레스                             |
| 24   | FW     | 파라과이     | 로케 산타 크루스 (크루스 아술에서 임대) |
| 28   | FW     | 베네수엘라   | 후나피                                  |

## 역대 감독
| 감독               | 임기        |
| ------------------ | ----------- |
| 베른트 슈스터      | 2013 ~ 2014 |
| 하비 그라시아      | 2014        |
| 호세 미겔 곤살레스 | 2017~2018   |
| 세르히오 페이세르  |             |

## 리그 성적
- 라리가2 (2부)
  - 우승 (4) : 1951-52, 1966-67, 1987-88, 1998-99

## 국제 대항전
- UEFA 인터토토컵 
  - 우승 : 2002
- 2002-03 UEFA컵 8강

## 유명 스폰서
- 유네스코

## 같이 보기
- CD 말라가